# William Huskisson
William Huskisson (Birtsmorton, 11 marzo 1770 – Eccles, 15 settembre 1830) è stato un politico ed economista britannico.

## Biografia
Nacque nel maniero di Birtsmorton nei pressi di Malvern nel Worcestershire, primo di quattro figli. La madre morì prematuramente e il padre si risposò avendo ulteriore prole. Nel 1783 fu mandato a Parigi presso lo zio, dove rimase fino al 1793: l'avere visto lo sviluppo della Rivoluzione francese lo appassionò alla politica. Inoltre, la sua partecipazione con la fazione moderata gli assicurò una buona fama di esperto di finanza e guadagnò i favori dell'ambasciatore britannico, il Marchese di Stafford, che lo volle con sé a Londra al proprio ritorno in patria.

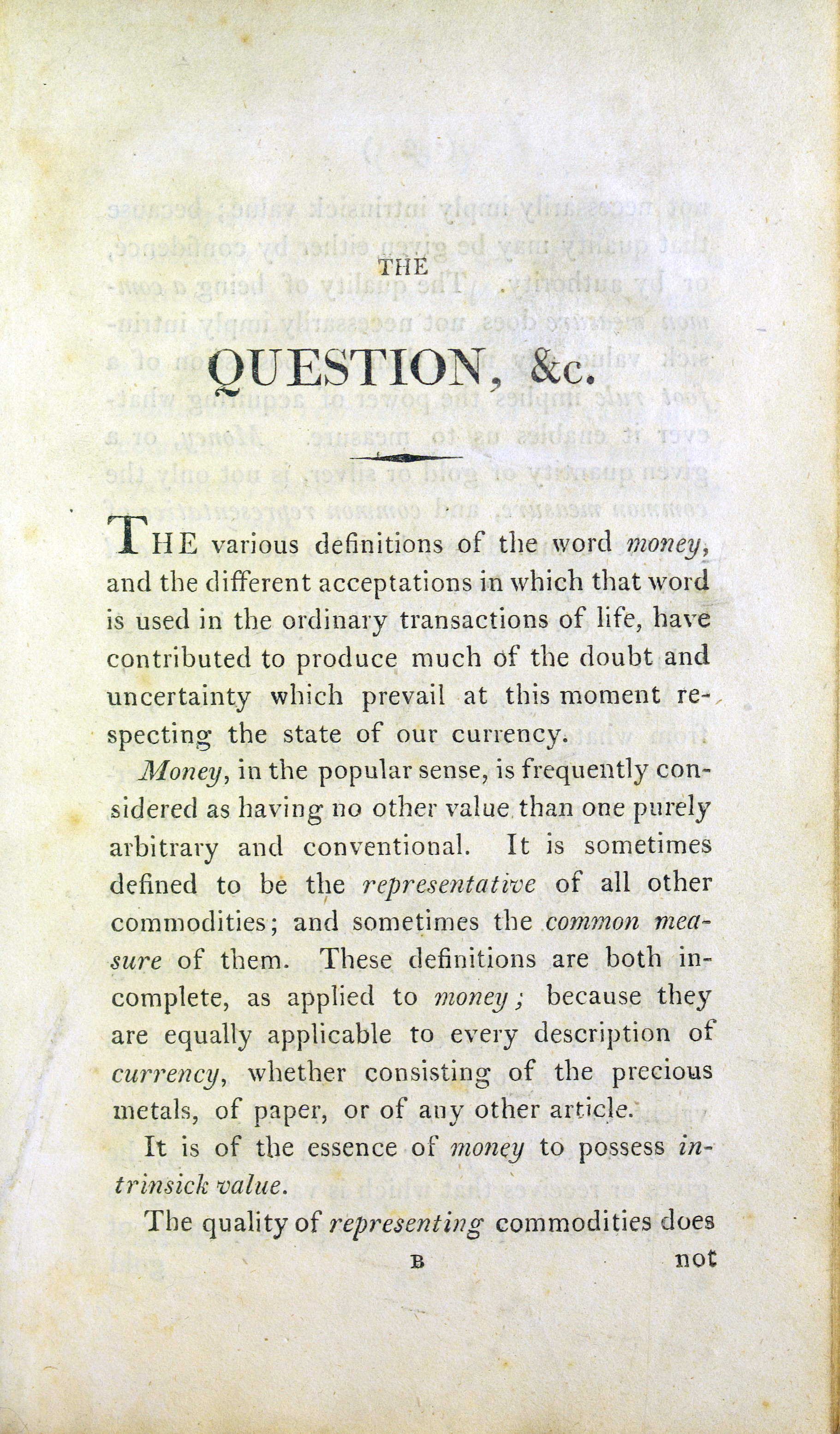
Question concerning the depreciation of our currency, 1810

Grazie al proprio francese fluente, fu incaricato di svolgere numerosi incarichi nella gestione dei beni dei profughi di quel paese. Notato dal Primo Ministro William Pitt il Giovane, fu nominato sotto-segretario alla guerra.
Nonostante fosse stato eletto al Parlamento più volte tra le file dei Tories, fino al 1812 la sua attività politica fu modesta. Nel 1814, invece, guadagnò nuova notorietà nella partecipazione al dibattito sulle Corn Laws, in cui propose misure di controllo del debito pubblico. In seguito si occupò di agricoltura coloniale su posizione filo-schiaviste. 
Nel corso degli anni venti si unì alla fazione dei cosiddetti Canningites, un gruppo di Tories così denominati per essere guidati da George Canning. La loro condotta politica favoriva l'emancipazione cattolica e il libero commercio. 
Nel 1827 Canning fu incaricato di formare un governo che non poté contare sul pieno appoggio dei conservatori e fu costretto a ricorrere all'appoggio dei Whigs. Lo stesso Canning morì nell'agosto di quell'anno e gli succedette Lord Goderich. Tuttavia, il governo cadde a gennaio del 1828. I Canningites, allora, si riavvicinarono ai Tories e iniziarono a essere conosciuti come Huskissonites dato che Huskisson ne era diventato il leader. Ridotti nel numero dalle dimissioni dovute a scandali nell'assegnazione dei seggi a una dozzina circa alla Camera dei Comuni, furono corteggiati da entrambe le maggiori compagini politiche nel tentativo di spostare gli equilibri a proprio favore.

### Morte
A dispetto della carriera politica, la notorietà di Huskisson è dovuta all'essere considerato la prima vittima della storia di un incidente ferroviario: malfermo sulle gambe e debole di braccia per precedenti infortuni nonché convalescente per una recente operazione a un rene, il 15 settembre 1830 presenziò (nonostante il parere contrario del proprio medico) alla cerimonia di inaugurazione della linea ferroviaria tra Liverpool e Manchester. Verso mezzogiorno, durante una sosta a Eccles per il rifornimento del suo convoglio, scese dalla carrozza e mentre stringeva la mano del Duca di Wellington, un grido di allarme avvertì la folla dell'arrivo della locomotiva Rocket di George Stephenson. Tutti i suoi vicini riuscirono a mettersi al sicuro attraversando i binari o salendo sulle carrozze ferme mentre Huskisson fu preso dal panico e iniziò a vagare sulla massicciata per infine tentare di salire a bordo di una carrozza: disgraziatamente si aggrappò a uno sportello che si aprì verso l'esterno, scivolò sui gradini e finì a terra sulla linea dove sopraggiunse la Rocket che lo travolse, davanti alla moglie terrorizzata, straziandone una gamba. Fu soccorso prontamente ma il medico presente constatò che l'amputazione avrebbe sicuramente causato il suo decesso. In serata ebbe modo di dettare le proprie volontà e morì poco dopo per le gravi ferite.
Fu sepolto al St. James Cemetery di Liverpool.

## Opere
- (EN) Question concerning the depreciation of our currency, London, John Murray & J. Hatchard, 1810.